# Callistocythere taeniata
Callistocythere taeniata is een mosselkreeftjessoort uit de familie van de Leptocytheridae. De wetenschappelijke naam van de soort is voor het eerst geldig gepubliceerd in 1942 door Rome.